# Halimah Yacob
Halimah binti Yacob (Jawi: حاليمه بنت ياچوب; Singapur, 23 d'agost de 1954) és una política Singapur, actual presidenta del país des del 14 de setembre de 2017. De 2013 al 7 d'agost de 2017 va presidir el Parlament. Pertany a l'ètnia malaia.

## Biografia
Yacob forma part de l'ètnia tradicionalment més pobra de Singapur, una que no té representació en els més alts escalafons de l'exèrcit i amb prou feines compta amb un grapat de membres dins de la judicatura.
És filla d'un musulmà d'origen indi i de mare malaia. Va estudiar dret a la Universitat Nacional de Singapur. Va treballar com a sindicalista i es va iniciar en política amb el Partit d'Acció Popular (PAP), que governa el país des de 1959.
Va entrar com a diputada al Parlament en 2001 i va assumir el primer càrrec ministerial el 2011, com a secretària d'Esports, Joventut i Desenvolupament Comunitari.
El gener de 2013 es va convertir en la novena presidenta del Parlament de Singapur i la primera dona que va assumir aquest càrrec. Va dimitir el 7 agost de 2017 com a presidenta del Parlament i membre del Parlament, així com a la seva afiliació al Partit d'Acció Popular, per participar en les eleccions de Singapur de 2017.

## Presidenta de Singapur
Yacob es va convertir en la primera presidenta de Singapur sense passar per les urnes. Va succeir de manera automàtica el setè president, Tony Tan sense necessitat de ser votada perquè va ser l'única candidata que reunia les condicions establertes per la llei després de l'aprovació en 2016 d'una reforma de la Constitució per la qual els comicis presidencials queden reservats a una de les ètnies de la ciutat-Estat si cap candidat d'aquest grup ha ocupat la butaca en els últims 30 anys. La reforma tenia com a objectiu facilitar que les minories ètniques accedeixin a la presidència. Aquest any li va tocar a l'ètnia malaia, atès que l'últim president malai va ser Yusof Ishak (1965-1970). A més els requisits incloïen haver ocupat un càrrec públic rellevant o ser el màxim executiu d'una companyia valorada en almenys 500 milions de dòlars de Singapur (uns 371 milions de dòlars o 306 milions d'euros), requisit que complia atès que va presidir el Parlament. Els altres dos aspirants, Mohamed Salleh Marican i Farid Khan Kaim Khan, no van poder postular-se com a candidats perquè les seves respectives empreses tenia un valor menor.